# Паньчжоу
Паньчжоу (кит. спр. 信宜市, піньїнь: Pánzhōu Shì) — місто-повіт в південнокитайській провінції Гуйчжоу, складова міста Люпаньшуй.

## Географія
Паньчжоу займає південь префектури.

### Клімат
Місто знаходиться у зоні, котра характеризується океанічним кліматом субтропічних нагір'їв. Найтепліший місяць — липень із середньою температурою 21.7 °C (71 °F). Найхолодніший місяць — січень, із середньою температурою 5.6 °С (42 °F).
| Клімат Паньчжоу         | Клімат Паньчжоу | Клімат Паньчжоу | Клімат Паньчжоу | Клімат Паньчжоу | Клімат Паньчжоу | Клімат Паньчжоу | Клімат Паньчжоу | Клімат Паньчжоу | Клімат Паньчжоу | Клімат Паньчжоу | Клімат Паньчжоу | Клімат Паньчжоу | Клімат Паньчжоу |
| Показник                | Січ.            | Лют.            | Бер.            | Квіт.           | Трав.           | Черв.           | Лип.            | Серп.           | Вер.            | Жовт.           | Лист.           | Груд.           | Рік             |
| Середня температура, °C | 6               | 8               | 13              | 17              | 19              | 20              | 22              | 21              | 19              | 15              | 11              | 7               | 14              |
| Норма опадів, мм        | 15              | 21              | 27              | 51              | 160             | 291             | 238             | 219             | 171             | 104             | 39              | 14              | 1349            |
| ----------------------- | --------------- | --------------- | --------------- | --------------- | --------------- | --------------- | --------------- | --------------- | --------------- | --------------- | --------------- | --------------- | --------------- |
| Джерело: Weatherbase    |                 |                 |                 |                 |                 |                 |                 |                 |                 |                 |                 |                 |                 |